# Betty Bjurström
Engla Maria Elisabeth "Betty" Bjurström-Wijkman, född 18 september 1923 i Engelbrekts församling i Stockholm, död 26 april 2001 i Sundbyberg, var en svensk varietédansare och skådespelare. Hon var mor till skådespelaren Vincent Senise-Bjurström.
Betty Bjurström blev Miss China 1941. Hon gifte sig 1943 med italienaren Renato Senise, med vilken hon 1944 fick sonen Vincent Senise-Bjurström. Betty Bjurström blev, vid ett svartsjukedåd på ett hotell i Paris den 12 februari 1949, skjuten med fem pistolskott av sin make. Händelsen blev föremål för stor uppmärksamhet. Hennes skador medförde att hon blev delvis förlamad, men hon kunde trots detta senare driva en presentshop och en damfrisering. Hon gifte sig 1954 med flygtelegrafisten Arne Vickman, men äktenskapet blev kortvarigt. Självbiografien Ingen dans på rosor gavs ut 1959. Sonen Vincent Senise gav ut boken Unghingsten 1966.
Betty Bjurström är begravd på Sundbybergs begravningsplats.

## Filmografi
- 1940 – Lillebror och jag
- 1940 – Med dej i mina armar
- 1940 – Swing it, magistern!
- 1941 – En man för mycket
- 1941 – Lärarinna på vift
- 1941 – Nygifta
- 1941 – En fattig miljonär
- 1942 – Man glömmer ingenting
- 1942 – Morgondagens melodi

## Teater

### Roller
| År   | Roll        | Produktion                                                        | Regi            | Teater                  |
| ---- | ----------- | ----------------------------------------------------------------- | --------------- | ----------------------- |
| 1940 | Medverkande | Luddes nöjesfält, revy Gideon Wahlberg, Ch. Henry och Einar Molin |                 | Odeonteatern, Stockholm |
| 1941 | Medverkande | Luddes melodi, revy Ch. Henry och Einar Molin                     | Gideon Wahlberg | Odeonteatern, Stockholm |